# Чемпионат СССР по современному пятиборью 1973
XXI Чемпионат СССР по современному пятиборью был проведен в Москве с 29 июня по 3 июля 1973 года. Награды разыгрывались в личном и командном первенстве (спортсмены представляли союзные республики, Москву и Ленинград). Чемпионат СССР являлся последним соревнованием в системе отбора в состав команды для участия в Чемпионате мира 1973 года в Лондоне.

## Чемпионат СССР. Мужчины. Итоговые результаты

### Личное первенство.
| Дисциплина        | Золото                                                         | Серебро                                                        | Бронза                                               |
| Личное первенство | Леднев Павел · Украинская ССР · Львов, Вооруженные Силы · 5210 | Шмелев Владимир · Московская область · Вооруженные Силы · 5051 | Лукьяненко Сергей · Москва · Вооруженные Силы · 4825 |

### Командное первенство.
| Дисциплина           | Золото | Серебро | Бронза                                                                          |
| КОМАНДНОЕ ПЕРВЕНСТВО | Украинская ССР · Леонид Иванов (Львов, ВС) · Владимир Дрюков (Киев, Авангард) · А. Казаков (Киев, Динамо) | Латвийская ССР · Владимир Кравцов (Рига, Даугава) · С. Чернавин (Рига, Даугава) · Андрис Калныньш (Вооруженные Силы) | Москва · Пётр Горлов (ВС) · Александр Самодерженков (Труд) · Борис Мосолов (ВС) |

## Верховая езда
29 июня 1973 г. Конно-спортивная база (КСБ) «Планерная» МГС ДСО «Спартак».  Московская область,  Химки.
- Конный кросс. Результаты. Личное первенство.

| Место | Спортсмен           | Республика, город         | Очки |
| ----- | ------------------- | ------------------------- | ---- |
| 1.    | Валентин Чулаевский | Минск · Вооруженные Силы  | 1060 |
| 2.    | Владимир Кряжев     | РСФСР · Вооруженные Силы  | 1036 |
| 3.    | Сергей Лукьяненко   | Москва · Вооруженные Силы | 1030 |

## Фехтование
30 июня 1973 г.
Результаты. Фехтование. Личное первенство.
| Место | Спортсмен      | Город спортивное общество | Очки |
| ----- | -------------- | ------------------------- | ---- |
| 1.    | Павел Леднев   | Львов · Вооруженные Силы  | 1136 |
| 2.    | Борис Онищенко | Киев · Динамо             | 1034 |
| 3.    | А. Щучьев      | Киев · Вооруженные Силы   | 1030 |

## Стрельба
Итоговые результаты.
| Место | Спортсмен         | Город спортивное общество | Результат/очки |
| ----- | ----------------- | ------------------------- | -------------- |
| 1.    | Леонид Иванов     | Львов · ВС                | 200 / 1132     |
| 2.    | Сергей Лукьяненко | Москва · ВС               | 197 / 1066     |
| 3.    | С. Чернавин       | Рига · Даугава            | 195 / 1022     |

## Плавание
Итоговые результаты.
| Место | Спортсмен       | Город, спортивное общество            | Результат/Очки |
| ----- | --------------- | ------------------------------------- | -------------- |
| 1.    | Владимир Шмелев | Московская область · Вооруженные Силы | 3.28,5 / 1204  |
| 2.    | Тыну Мейель     | Таллин · Калев                        | 3.29,3 / 1200  |
| 3.    | В. Селищев      | Минск · Динамо                        | 3.31,4 / 1184  |

## Кросс
Итоговые результаты.
| Место | Спортсмен        | Город, спортивное общество            | Результат/Очки |
| ----- | ---------------- | ------------------------------------- | -------------- |
| 1.    | В. Подзоров      | Фрунзе Вооруженные Силы               | 13.06,0 / 1207 |
| 2.    | Владимир Шмелев  | Московская область · Вооруженные Силы | 13.16,0 / 1177 |
| 3.    | Леонид Иванов    | Львов · Вооруженные Силы              | 13.26,0 / 1147 |
| 4.    | П. Леднев        | Львов · Вооруженные Силы              | 13.27,0 / 1144 |
| 5.    | А. Калнынь       | Латвия · Вооруженные Силы             | 13.29,0 / 1138 |
| 6.    | А. Свмодерженков | Москва · Труд                         | 13.32,0 / 1129 |